# Avenida Santa Isabel
La avenida Santa Isabel es una importante arteria vial del centro de la metrópoli de Santiago. Esta avenida se extiende por las comunas de Santiago Centro y Providencia.

## Historia
La Avenida Santa Isabel originalmente se extendía desde la calle Miguel Claro hasta Carmen (En las comunas de Providencia y Santiago centro), en el actual sector comprendido entre Carmen hasta la calle Castro (Actual Autopista central) se encontraban algunas pequeñas calles, algunas de ellas incluían a Inés de Aguilera, Ricardo Santa Cruz y Lacunza.

## Recorrido
Esta avenida empieza en la Avenida Manuel Rodríguez (Autopista central) en la comuna de Santiago y termina en la Avenida Manuel Montt, Providencia, muy cerca del límite con Ñuñoa.
El trayecto de la avenida por Santiago centro pasa por sectores comerciales e históricos, mientras que el tramo de Providencia pasa casi en su totalidad por zonas residenciales.
Pasan los recorridos 203, 203E, 204, 207E, 209, 210, 213E, 307, 385, 405, 406, 419, 422, 423, 501, 504, 518, D03, D18, H13 y Transcentro. Está pavimentada. Comienza en el oriente en la Autopista Central, como continuación de la Calle Toesca. El primer tramo de la Avenida, comprendido entre la Autopista (Santiago centro) y la Calle Condell (Providencia) consiste en tres carriles con dirección al poniente. Al intermedio de  Condell y Avenida Italia y hasta su final en la Avenida Manuel Montt (ya para este punto dentro de Providencia) la Avenida aumenta de tamaño, contando esta vez con cuatro carriles, los cuatro hacia en direcciones contrarias (Un par hacia el oriente y los otros dos hacia el poniente). Santa Isabel termina en la Avenida Manuel Montt, en el límite de las comunas de Providencia y Ñuñoa.

## Extremos

### Poniente
Después de atravesar la Autopista central, la avenida pasa a llamarse "Toesca", en la comuna de Santiago. Esta termina en la Avenida Exposición, rozando el límite con Estación Central.

### Oriente
Tras cruzar la intersección con la Avenida Manuel Montt, en la comuna de Providencia, esta toma el nombre de Avenida Diagonal Oriente, marcando los límites de las comunas de Providencia y Ñuñoa, adentrándose finalmente en esta última hasta finalizar en la Avenida Américo Vespucio.
Después de Diagonal Oriente, le sigue la Avenida José Arrieta, en las comunas de Peñalolén y La Reina, al igual que Diagonal Oriente, esta avenida sirve para delimitar a las dos comunas antes mencionadas, finalizando en la calle Álvaro Casanova, en Peñalolén.

## Transporte

### Metro
Actualmente, la avenida Santa Isabel cuenta con tres estaciones de metro:
1. Estación Toesca: En la intersección con la Autopista Central (Avenida Manuel Rodríguez) y la calle Toesca (Línea 2, comuna de Santiago).[8]
2. Estación Parque Almagro: En la intersección con la calle San Diego (Línea 3, comuna de Santiago).[9]
3. Estación Santa Isabel: En la intersección con la Avenida General Bustamante (Línea 5, comunas de Santiago y Providencia)[10]

## Hitos

### Intersecciones importantes
Se interseca con otras vías importantes de la metrópoli de Santiago:
- Autopista Central/Avenida Manuel Rodríguez: En su inicio, cómo continuación de la calle Toesca, aquí se encuentra la estación Toesca de la Línea 2.
- Calle San Diego: Ubicación de la estación Parque Almagro de la Línea 3, cerca del Parque del mismo nombre.
- Avenida Santa Rosa
- Carmen
- Avenida Portugal
- Avenida Vicuña Mackenna (Límite con Providencia)
- Avenida General Bustamante (Aquí se ubica la estación Santa Isabel de la Línea 5)
- Avenida Italia
- Avenida Salvador
- Avenida Manuel Montt (Fin de Santa Isabel, aquí empieza la Avenida Diagonal Oriente)

### Lugares de interés
- Plaza Las Heras[11]
- Parque Almagro[12]
- Iglesia de los Sacramentinos[13]
- Barrio Dieciocho
- Barrio San Isidro
- Barrio San Diego
- Barrio Santa Isabel (Santiago Centro)
- Barrio Italia
- Barrio Cívico de Santiago